# تپه‌های قر و مالگه شرقی و غربی
تپه‌های قر و مالگه شرقی و غربی مربوط به دوران پیش از تاریخ ایران باستان است و در شهرستان خرم‌آباد، بخش مرکزی، روستای سرخه ده علیا واقع شده و این اثر در تاریخ ۱۷ اسفند ۱۳۸۱ با شمارهٔ ثبت ۷۹۶۸ به‌عنوان یکی از آثار ملی ایران به ثبت رسیده است.